# Cross game
Cross Game (tiếng Nhật: ク ロ ス ゲ ー ム, Hepburn: Kurosu Gēmu) là một bộ Manga về chủ đề bóng chày Nhật Bản được viết và minh họa bởi Mitsuru Adachi. Nó được đăng nhiều kỳ trên tạp chí Shogakukan Weekly Shōnen Sunday từ tháng 4 năm 2005 đến tháng 2 năm 2010, với các chương của nó được thu thập thành mười bảy tập tankōbon. Bộ truyện được chuyển thể thành một bộ anime truyền hình dài 50 tập được phát sóng trên mạng TV Tokyo từ tháng 4 năm 2009 đến tháng 3 năm 2010.
Cross Game là câu chuyện về Ko Kitamura và bốn chị em láng giềng của Tsukishima là Ichiyo, Wakaba, Aoba và Momiji. Wakaba và Ko sinh cùng ngày trong cùng một bệnh viện và thân thiết đến mức Wakaba coi Ko như bạn trai của cô ấy, mặc dù không có gì được công bố chính thức, trong khi Aoba, nhỏ hơn họ một tuổi, ghét cách Ko "bắt" em gái cô ấy đi. từ cô ấy. Sau khi Wakaba chết trong một vụ tai nạn, Ko và Aoba dần trở nên thân thiết hơn khi họ cố gắng thực hiện ước mơ cuối cùng của Wakaba là được thấy họ thi đấu trong giải vô địch bóng chày của trường trung học ở sân vận động Koshien. Manga được chia thành nhiều phần. Phần một, bao gồm tập một, là đoạn mở đầu diễn ra khi các nhân vật chính đang học tiểu học, kết thúc trong bi kịch. Phần Hai bắt đầu bốn năm sau với Ko vào năm thứ ba trung học cơ sở và tiếp tục vào mùa hè năm thứ ba trung học. Phần ba tiếp tục câu chuyện không có điểm dừng, kết thúc bằng việc Ko và Aoba du hành đến Koshien.
Cross Game đã nhận được Giải thưởng Manga Shogakukan lần thứ 54 cho manga shōnen vào năm 2009. Cả manga và chuyển thể anime của nó đều được các nhà phê bình đón nhận nồng nhiệt.

## Cốt truyện
Ở đầu Phần một, Ko Kitamura, con trai của chủ sở hữu Kitamura Sports, sống cùng khu phố với trung tâm đánh bóng do gia đình Tsukishima điều hành. Do gần gũi và có mối quan hệ làm ăn nên gia đình Kitamura và Tsukishima đã thân thiết trong nhiều năm, con cái họ qua lại giữa hai nhà. Bởi vì Ko và Wakaba bằng tuổi và luôn ở bên nhau, Aoba ghen tị với tất cả thời gian Ko dành cho chị gái của mình. Aoba là một vận động viên ném bóng bẩm sinh với hình thể tuyệt vời, và Ko bí mật luyện tập để trở nên giỏi như cô ấy, ngay cả khi công khai tỏ ra không mấy quan tâm đến bóng chày. Sau đó, Wakaba chết trong một tai nạn bơi lội tại trại hè khi học lớp năm.
Phần hai bắt đầu với Ko vào năm thứ ba trung học cơ sở, khi anh tiếp tục đào tạo trong bí mật. Khi vào trường trung học Seishu, anh ấy tham gia câu lạc bộ bóng chày cùng với những người bạn thời thơ ấu của mình, Akaishi và Nakanishi. Tuy nhiên, hiệu trưởng lâm thời (hiệu trưởng thông thường đang nghỉ chữa bệnh) đã đưa về một huấn luyện viên trưởng mới, và ông ấy lần lượt đưa học sinh chuyển trường từ các trường khác đến làm võ sĩ chỉ để chơi bóng chày. Đội này, được dẫn dắt bởi ngôi sao của họ, Yūhei Azuma, là đội được yêu thích nhất của trường. Bởi vì ba người bạn từ chối làm bài kiểm tra đánh giá để tham gia đội dây một, họ được xếp vào đội "di động" ở dây thứ hai dưới quyền của huấn luyện viên trưởng cũ, Maeno, người phải sử dụng sân trường trung học Seishu để luyện tập. Điều này gây ra sự cạnh tranh giữa hai bộ phận của đội. Trong trận đấu tập mùa hè đầu tiên giữa họ, đội di động chỉ thua với tỷ số sít sao.
Trong kỳ nghỉ hè, trong khi đội hạng nhất thi đấu ở giải đấu vòng loại cấp tỉnh dành cho Koshien, Maeno có buổi tập cho đội di động tại một trường tiểu học vừa đóng cửa với sự hỗ trợ từ một ông già bí ẩn. Đội di động cũng có sáu trận đấu tập với các trường trung học địa phương khác, tất cả đều lọt vào bán kết trở lên ở vòng sơ loại khu vực. Gần hết kỳ nghỉ hè, Hiệu trưởng lâm thời quyết định giải thể đội di động. Tuy nhiên, HLV Maeno yêu cầu một trận tái đấu với đội hạng nhất, sau đó đội thua sẽ bị giải thể và HLV đó sẽ ra đi. Đội di động, chơi với Aoba, giành chiến thắng sít sao. Đội hạng nhất giải thể, huấn luyện viên trưởng và hiệu trưởng tạm quyền đi công tác tại các trường khác.
Vào mùa xuân, Ko trở thành học sinh năm thứ hai và Aoba vào trường trung học Seishu. Yūhei, người ở lại Seishu mặc dù đã từng thuộc đội hạng nhất cũ, chuyển đến sống cùng gia đình Ko sau khi ký túc xá của đội hạng nhất đóng cửa. Đội Seishu cải cách tiếp tục chứng tỏ bản thân bằng cách đánh bại trường trung học Sannō ở vòng đầu tiên của giải đấu vòng loại tỉnh mùa hè. Tuy nhiên, họ để thua đối thủ ở vòng hai, Ryuō, trong hiệp phụ, chấm dứt hy vọng của Seishu về Koshien trong năm. Ryuō sau đó đến được Koshien, tiến đến trận bán kết, nơi họ bị đánh bại trong gang tấc. Tuy nhiên, Ryuō sau đó tiếp tục giành chiến thắng trong giải đấu Koshien vô địch mùa xuân vào cuối năm đó.
Khi Ko và Aoba bước vào kỳ nghỉ hè của họ, một cô gái tên là Akane Takigawa với vẻ ngoài rất giống Wakaba chuyển đến ở cạnh Ko. Điều này gây ra cảm xúc lẫn lộn giữa các nhân vật khác nhau, đặc biệt là Ko, Aoba và Akaishi (người cũng thích Wakaba). Akane nhanh chóng trở thành bạn của Ko và Tsukishimas, và bắt đầu làm việc trong quán cà phê Tsukishima. Khi một năm nữa bắt đầu, các tình tiết phụ lãng mạn càng thêm vững chắc khi Yūhei bày tỏ sự quan tâm đến Aoba. Trong khi đó, Seishu có được một trợ lý huấn luyện viên mới dưới dạng Junpei, anh trai của Yūhei, sau khi Ichiyo đồng ý kết hôn với anh nếu Seishu đến với Koshien.
Khi giải đấu bóng chày mùa hè cấp tỉnh bắt đầu, Seishu bắt đầu bằng trận đấu áp đảo trước đối thủ ở vòng đầu tiên, trường trung học thành phố Matsunami. Ở vòng hai, họ phải đối mặt với trường trung học Sena Municipal do Tatsumasa Miki, một cựu cầu thủ hạng nhất của Seishu dẫn dắt, ở vòng đầu tiên họ đã đánh bại đội do huấn luyện viên trưởng cũ của Seishu đứng đầu. Seishu chiến thắng với một trò chơi gần như hoàn hảo, kết thúc Phần hai của câu chuyện.
Phần Ba bắt đầu với giải đấu cấp tỉnh vẫn đang diễn ra. Sau một trận thắng khác của Seishu, Akane phải nhập viện vì một căn bệnh không rõ nguyên nhân. Ban đầu, lối chơi của Akaishi bị ảnh hưởng vì lo lắng về tình trạng của Akane. Ko tiếp tục thể hiện tốt và hứa với Akane sẽ hẹn hò với cô ấy nếu Seishu đến được Koshien. Tuy nhiên, bệnh tình của Akane nghiêm trọng hơn dự kiến, và cô ấy được lên lịch phẫu thuật vào buổi sáng của trận chung kết cấp tỉnh với Ryuō. Trước khi trận đấu bắt đầu, Ko nói với Aoba rằng anh yêu cô ấy hơn bất cứ ai, nhưng theo cách mà cô ấy nghĩ rằng anh ấy đang nói dối cho đến khi Seishu thắng trong hiệp phụ, giành lấy một bến đỗ Koshien. Trong chương cuối cùng, vào buổi sáng trước khi du hành đến Koshien, Akaishi thăm Akane đang hồi phục trong bệnh viện và
cho nhà ga xe lửa nắm tay.

## Phương tiện truyền thông

### Manga
Cross Game, được viết và minh họa bởi Mitsuru Adachi, được đăng nhiều kỳ trên tạp chí Shogakukan's Weekly Shōnen Sunday từ ngày 27 tháng 4 năm 2005, đến ngày 17 tháng 2 năm 2010. Bộ truyện được chia thành nhiều phần. Phần một, "Wakaba's Season", bao gồm tập một, và diễn ra khi các nhân vật chính đang học tiểu học. Phần hai, "Aoba's Season", bao gồm các tập từ 2 đến 14, với số chương được bắt đầu lại từ 1, bắt đầu bốn năm sau với Ko vào năm thứ ba trung học cơ sở và tiếp tục vào trung học. Vào tháng 10 năm 2008, bộ truyện bị gián đoạn ở cuối Phần hai, tiếp tục vào tháng 3 năm 2009 với phần bắt đầu của Phần ba, không có tiêu đề và bao gồm các tập từ 15 đến 17, với Ko vào mùa hè năm thứ ba của cậu Trung học phổ thông. Shogakukan đã thu thập các chương của mình trong mười bảy tập tankōbon, phát hành từ ngày 2 tháng 9 năm 2005, đến ngày 16 tháng 4 năm 2010.
Bộ truyện được cấp phép tại Pháp bởi Editions Tonkam, tại Ý bởi Flashbook Editore, tại Hàn Quốc bởi Daiwon C.I., tại Hồng Kông bởi Jonesky, tại Đài Loan bởi Chingwin Publishing Group, ở Indonesia bởi Elex Media Komputindo và ở Thái Lan bởi Vibulkij Publishing.
Vào tháng 3 năm 2010, Viz Media thông báo rằng họ đã cấp phép cho bộ truyện phát hành ở Bắc Mỹ. Tập đầu tiên, tập hợp ba tập tankōbon đầu tiên, được xuất bản ngày 12 tháng 10 năm 2010. Tập thứ tám và là tập cuối cùng được phát hành vào ngày 13 tháng 11 năm 2012. The eighth and final volume was released on November 13, 2012.

### Anime
Cross Game đã được chuyển thể thành phim truyền hình anime do TV Tokyo, Shogakukan-Shueisha Productions và SynergySP sản xuất. Phim do Osamu Sekita làm đạo diễn, với Michihiro Tsuchiya đảm nhận phần dàn dựng loạt phim, Yūji Kondō thiết kế các nhân vật và Kotaro Nakagawa soạn nhạc. Bộ phim được phát sóng trên mạng TV Tokyo bắt đầu vào ngày 5 tháng 4 năm 2009 trong khung giờ 10: 00–10: 30 sáng; các tập bắt đầu phát sóng sau đó vào tháng 4 năm 2009 trên AT-X và các kênh khác ở Nhật Bản, và kết thúc phát sóng trên Ngày 28 tháng 3 năm 2010. Tập DVD đầu tiên gồm các tập được phát hành tại Nhật Bản vào ngày 24 tháng 7 năm 2009, với các DVD bổ sung được phát hành hàng tháng.
Bài hát chủ đề mở đầu, "Summer Rain", được viết bởi Kentarō Kobuchi và hát bởi Kobukuro. Nó được Warner Music Japan phát hành vào ngày 15 tháng 4 năm 2009 ở cả phiên bản thông thường và phiên bản giới hạn, và đạt vị trí thứ 2 trên bảng xếp hạng đĩa đơn Oricon. Bài hát chủ đề kết thúc cho các tập 1–13, "Heartfelt Dream" (恋 焦 が れ て 見 た 夢, Koi Kogarete Mita Yume), được sáng tác và hát bởi Ayaka và được sắp xếp bởi Shintarō Tokita. Nó được Warner Music Japan phát hành dưới dạng đĩa đơn ở cả phiên bản thông thường và phiên bản giới hạn vào ngày 22 tháng 4 năm 2009, và đạt hạng 6 trên bảng xếp hạng đĩa đơn Oricon. Nhạc nền kết thúc cho các tập 14–26, "Orange Days" (オ レ ン ジ Days, Orenji Days) của Squarehood, được Warner Music Japan phát hành dưới dạng đĩa đơn vào ngày 5 tháng 8 năm 2009. Bài hát chủ đề kết thúc cho các tập 27–39 là "Moeruyō na Koi ja naikedo" (燃 え る よ う な 恋 じ ゃ な い け ど) của Tsuru, được phát hành dưới dạng đĩa đơn vào ngày 11 tháng 11 năm 2009. [34] Bài hát chủ đề kết thúc cho các tập 40–49 là "Rehearsal" (リ ハ ー サ ル, "Rihaiseru") của Natsuko Kondō. Chủ đề kết thúc cuối cùng, cho tập 50, là Yêu nữ (恋 ス ル 乙 女, Koisuru Otome), cũng của Kondō.
Viz bắt đầu phát trực tuyến anime Cross Game ở Bắc Mỹ vào tháng 5 năm 2010.

## Đón nhận
Năm 2009, bộ truyện tranh này đã nhận được Giải thưởng Manga Shogakukan lần thứ 54 cho bộ truyện tranh shōnen tại Nhật Bản. Tập đầu tiên của ấn bản tiếng Pháp đã giành được giải Prix Tam-Tam Dlire Manga năm 2007. Manga cũng được sử dụng trong một bài báo học thuật được trình bày tại hội nghị năm 2007 của Hiệp hội Nghiên cứu Quốc tế về Văn học Thiếu nhi như một ví dụ về việc kể một câu chuyện bằng cách sử dụng các cảnh "im lặng" (cảnh không có lời thoại) để truyền tải một thông điệp mạnh mẽ.
Hai tập đầu tiên của ấn bản tiếng Nhật được Anime News Network (ANN) mô tả là "xuất sắc một cách lặng lẽ" và "thể loại cuộc sống tuyệt vời nhất", đồng thời nói rằng mặc dù có một số "chuyện ngớ ngẩn kể chuyện", nhưng "không có gì phù hợp cả." những cảm giác thú vị khi đọc bộ truyện này. " Ấn bản tiếng Pháp được Manga News ca ngợi là" thành công lớn " và" một niềm vui thuần khiết như thường lệ ", trích dẫn là thành phần chính của" sự hấp dẫn và các nhân vật hài hước "đặt trong các tình huống hài hước, phong cách vẽ dễ hiểu, và tài năng dàn dựng các cảnh bóng chày của Adachi; Adachi được khen ngợi vì khả năng hòa trộn" thế giới thể thao mà anh ấy vô cùng trân trọng và tình yêu. những mối quan hệ tuy chưa có thật nhưng có rất nhiều ngụ ý và được chờ đợi " và kỹ năng dựng cảnh chuyển động mà không có lời thoại của anh ấy. Người đánh giá lưu ý rằng mặc dù phong cách nghệ thuật của Adachi không thay đổi nhiều kể từ Touch, nhưng bố cục của anh ấy sạch sẽ hơn và các cảnh hành động của anh ấy sống động hơn trước. Anime Land ca ngợi Adachi về "cảm giác về hình elip và cách dàn dựng", cảm nhận về các câu chuyện của anh ấy, các nhân vật phụ hấp dẫn, và khả năng phát triển